# Diocesi di Quibdó
La diocesi di Quibdó (in latino Dioecesis Quibduana) è una sede della Chiesa cattolica in Colombia suffraganea dell'arcidiocesi di Santa Fe de Antioquia. Nel 2023 contava 250.000 battezzati su 295.670 abitanti. È retta dal vescovo Wiston Mosquera Moreno.

## Territorio
La diocesi comprende 10 comuni di 2 dipartimenti nel nord-ovest della Colombia:
- nel dipartimento di Chocó i comuni di Atrato, Bagadó, Bojayá, El Carmen de Atrato, Lloró, Medio Atrato, Quibdó e Río Quito;
- nel dipartimento di Antioquia i comuni di Murindó e Vigía del Fuerte.

Sede vescovile è la città di Quibdó, dove si trova la cattedrale di San Francesco d'Assisi.
Il territorio si estende su una superficie di 15.679 km² ed è suddiviso in 23 parrocchie.

## Storia
Il vicariato apostolico di Quibdó fu eretto il 14 novembre 1952 con la bolla Cum usu cotidiano di papa Pio XII, ricavandone il territorio dalla diocesi di Antioquia (oggi arcidiocesi di Santa Fe de Antioquia) e dalla prefettura apostolica di Chocó.
L'8 aprile 1954 ha ampliato il proprio territorio con il comune di El Carmen de Atrato appartenuto alla diocesi di Jericó.
Il 18 giugno 1988 ha ceduto una porzione del suo territorio a vantaggio dell'erezione della diocesi di Apartadó.
Il 30 aprile 1990 il vicariato apostolico è stato elevato al rango di diocesi con la bolla Plus triginta septem di papa Giovanni Paolo II.
Il 22 novembre 2003 ha ampliato ulteriormente il proprio territorio con i comuni di Murindó e di Vigía del Fuerte appartenuti all'arcidiocesi di Santa Fe de Antioquia.

## Cronotassi dei vescovi
Si omettono i periodi di sede vacante non superiori ai 2 anni o non storicamente accertati.
- Pedro Grau y Arola, C.M.F. † (24 marzo 1953 - 6 giugno 1983 ritirato)
- Jorge Iván Castaño Rubio, C.M.F. † (6 giugno 1983 - 16 febbraio 2001 nominato vescovo ausiliare di Medellín[3])
- Fidel León Cadavid Marin (25 luglio 2001 - 2 febbraio 2011 nominato vescovo di Sonsón-Rionegro)
- Juan Carlos Barreto Barreto (30 gennaio 2013 - 25 aprile 2022 nominato vescovo di Soacha)
  - Sede vacante (2022-2024)[4]
- Wiston Mosquera Moreno, dal 5 luglio 2024

## Statistiche
La diocesi nel 2023 su una popolazione di 295.670 persone contava 250.000 battezzati, corrispondenti all'84,6% del totale.
| anno | popolazione | popolazione | popolazione | presbiteri | presbiteri | presbiteri | presbiteri                | diaconi | religiosi | religiosi | parrocchie |
| anno | battezzati  | totale      | %           | numero     | secolari   | regolari   | battezzati per presbitero | diaconi | uomini    | donne     | parrocchie |
| ---- | ----------- | ----------- | ----------- | ---------- | ---------- | ---------- | ------------------------- | ------- | --------- | --------- | ---------- |
| 1966 | 80.000      | 81.000      | 98,8        | 24         | 3          | 21         | 3.333                     |         | 23        | 61        | 10         |
| 1970 | ?           | 95.000      | ?           | 48         | 26         | 22         | ?                         |         | 24        | 60        |            |
| 1976 | 114.000     | 115.000     | 99,1        | 24         | 2          | 22         | 4.750                     |         | 25        | 55        | 13         |
| 1980 | 143.000     | 145.000     | 98,6        | 25         | 7          | 18         | 5.720                     |         | 19        | 55        | 15         |
| 1987 | 83.180      | 98.565      | 84,4        | 29         | 20         | 9          | 2.868                     |         | 9         | 49        | 11         |
| 1999 | 238.000     | 250.000     | 95,2        | 40         | 30         | 10         | 5.950                     |         | 12        | 43        | 28         |
| 2000 | 235.000     | 244.000     | 96,3        | 41         | 27         | 14         | 5.731                     |         | 16        | 41        | 28         |
| 2001 | 254.000     | 264.000     | 96,2        | 34         | 26         | 8          | 7.470                     |         | 10        | 32        | 28         |
| 2002 | 260.000     | 270.000     | 96,3        | 39         | 30         | 9          | 6.666                     |         | 10        | 33        | 18         |
| 2003 | 269.000     | 279.000     | 96,4        | 40         | 27         | 13         | 6.725                     |         | 16        | 35        | 19         |
| 2004 | 215.470     | 227.000     | 94,9        | 42         | 30         | 12         | 5.130                     |         | 12        | 40        | 19         |
| 2010 | 185.220     | 197.390     | 93,8        | 49         | 38         | 11         | 3.780                     |         | 14        | 49        | 22         |
| 2014 | 188.500     | 200.908     | 93,8        | 51         | 41         | 10         | 3.696                     |         | 13        | 41        | 22         |
| 2017 | 195.835     | 209.245     | 93,6        | 45         | 37         | 8          | 4.351                     |         | 9         | 32        | 22         |
| 2020 | 222.420     | 273.470     | 81,3        | 43         | 38         | 5          | 5.172                     |         | 10        | 26        | 23         |
| 2022 | 229.500     | 282.000     | 81,4        | 47         | 42         | 5          | 4.882                     |         | 10        | 26        | 23         |
| 2023 | 250.000     | 295.670     | 84,6        | 43         | 38         | 5          | 5.813                     |         | 10        | 26        | 23         |